# Ammodytoides
Ammodytoides là một chi cá trong họ Ammodytidae thuộc bộ cá vược bản địa của Ấn Độ Dương và Thái Bình Dương.

## Các loài
Hiện hành có 10 loài được ghi nhận trong chi này:
- Ammodytoides gilli (T. H. Bean, 1895) (Gill's sand lance)
- Ammodytoides idai J. E. Randall & Earle, 2008
- Ammodytoides kanazawai Shibukawa & H. Ida, 2013[2]
- Ammodytoides kimurai H. Ida & J. E. Randall, 1993
- Ammodytoides leptus Collette & J. E. Randall, 2000 (Pitcairn Sandlance)
- Ammodytoides praematura J. E. Randall & Earle, 2008
- Ammodytoides pylei J. E. Randall, H. Ida & Earle, 1994 (Pyle's sand lance)
- Ammodytoides renniei (J. L. B. Smith, 1957) (Scaly sandlance)
- Ammodytoides vagus (McCulloch & Waite, 1916)
- Ammodytoides xanthops J. E. Randall & Heemstra, 2008 (Yellow face sandlance)